# Jan Krudowski
Jan Krudowski (ur. 26 maja 1882 w Wólce, zm. w kwietniu 1940 w Katyniu) – porucznik kapelmistrz Wojska Polskiego, ofiara zbrodni katyńskiej.

## Życiorys
Był synem Jana, technika drogowego, i Marii z Brzózków oraz bratem Józefa, Zygmunta, Mariana i Stefana. Ukończył konserwatorium w Krakowie w 1903. Należał do Związku Walki Czynnej, Związku Strzeleckiego. Uczestniczył w wojnie polsko-bolszewickiej.
Od 1923 służył jako kapelmistrz kontraktowy, następnie zawodowy. 15 maja 1930 powołany został z rezerwy do służby czynnej i przemianowany na oficera zawodowego w stopniu podporucznika ze starszeństwem z dniem 1 września 1928 i 3 lokatą w korpusie oficerów administracyjnych – grupa oficerów kapelmistrzów.
W latach 30. XX wieku był kapelmistrzem 39 pułku piechoty Strzelców Lwowskich. W latach 1933–1939 był dyrygentem orkiestry 16 pułku piechoty w Tarnowie. Z dniem 31 grudnia 1935 został przeniesiony w stan spoczynku.
Po wybuchu II wojny światowej i agresji ZSRR na Polskę na terenach wschodnich II Rzeczypospolitej został aresztowany przez Sowietów. Był przetrzymywany w obozie w Kozielsku. Na wiosnę 1940 został zabrany do Katynia i rozstrzelany przez funkcjonariuszy Obwodowego Zarządu NKWD w Smoleńsku oraz pracowników NKWD przybyłych z Moskwy na mocy decyzji Biura Politycznego KC WKP(b) z 5 marca 1940. Jest pochowany na terenie obecnego Polskiego Cmentarza Wojennego w Katyniu, gdzie w 1943 jego ciało zostało zidentyfikowane w toku ekshumacji prowadzonych przez Niemców pod numerem 3638 (przy zwłokach zostały odnalezione legitymacja oficerska, legitymacja z odznaczeniami, legitymacja urzędnicza, zaświadczenie o chorobie, pismo wojskowe, okulary).
Był żonaty i miał dwoje dzieci. Jego brat Stefan (1890–1940) także był jeńcem w Kozielsku i został również ofiarą zbrodni katyńskiej.

## Upamiętnienie
Jan Krudowski został upamiętniony wraz z innymi oficerami Wojska Polskiego na tablicy upamiętniającej ofiary zbrodni katyńskiej związane z Tarnowem, odsłoniętej w 1988 w kościele Świętego Krzyża i Świętego Filipa Neri w Tarnowie (prócz niego uhonorowany został m.in. także ppłk Stanisław Goździewski).
Minister Obrony Narodowej decyzją Nr 439/MON z 5 października 2007 awansował go pośmiertnie do stopnia kapitana. Awans został ogłoszony 9 listopada 2007 w Warszawie, w trakcie uroczystości „Katyń Pamiętamy – Uczcijmy Pamięć Bohaterów”.
13 kwietnia 2010 w ramach akcji „Katyń... pamiętamy” / „Katyń... Ocalić od zapomnienia”, w Bochni zostały zasadzone Dęby Pamięci, w tym honorujące Jana i Stefana Krudowskich.

## Awanse
- podporucznik - ze starszeństwem z dniem 1 września 1928 (w 1931 zajmował 3 lokatę w korpusie oficerów administracyjnych - grupa oficerów kapelmistrzów
- porucznik - ze starszeństwem z dniem 1 stycznia 1932
- kapitan – 5 października 2007 pośmiertnie

## Ordery i odznaczenia
- Srebrny Krzyż Zasługi
- Medal Niepodległości (9 listopada 1933, za pracę w dziele odzyskania niepodległości)[11][12]
- Medal Dziesięciolecia Odzyskanej Niepodległości